# Guggi Löwinger

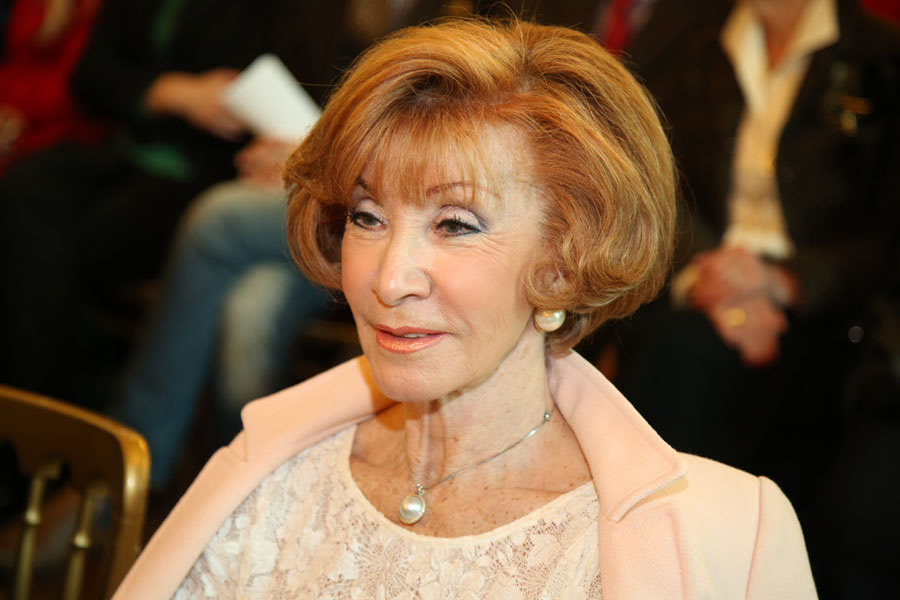
Guggi Löwinger (2015)

Margarethe „Guggi“ Löwinger (* 5. April 1939 in Wien; † 20. April 2018 ebenda) war eine österreichische Sängerin, Schauspielerin und Tänzerin.

## Ausbildung und Karriere
Löwinger entstammt der Wiener Schauspielerdynastie Löwinger. Sie war die Tochter von Paul Löwinger und dessen Frau Liesl, geborene Meinhard (ihre jüngeren Geschwestern waren Sissy Löwinger, und Paul Löwinger junior). Schon als Sechsjährige stand sie auf der Bühne und begann mit neun Jahren ihre Tanzausbildung bei Dia Luca. Als 13-Jährige erhielt sie bereits Unterricht an der privaten Schauspielschule Krauss. Eine Zeit lang überlegte sie allerdings Ärztin zu werden, studierte dann aber ab 1956 Gesang bei der ungarischstämmigen Kammersängerin Esther Réthy in Wien.
Ihr Debüt war am Stadttheater Baden als Piccolo in Im weißen Rössl gefolgt von einer Serie von Hauptrollen in Operette, Schauspiel und Musical (z. B. Sissy, Scampolo, und Das Glas Wasser). Löwinger spielte am Staatstheater am Gärtnerplatz in München und zwischendurch immer wieder in Fernseh- und Filmproduktionen. Im Jahr 1957 wechselte sie nach Koblenz, wo sie die Hauptrolle in Gigi spielte, auch hier war sie in verschiedenen Operetten und in Theaterstücken auf der Bühne. Auch Schallplatten nahm sie auf.
1959 kehrte Löwinger nach Österreich zurück und war seither ständiges Mitglied der Wiener Volksoper. Sie war bei den meisten österreichischen Sommerfestspielen mit dabei. Tourneen mit der Volksoper führten sie nach Japan, USA und in die Sowjetunion.
Guggi Löwinger wirkte mehrmals bei den Seefestspielen in Mörbisch mit: 1970 als Etelka in Die ungarische Hochzeit, 1971 als Stasi in Die Csárdásfürstin und 1973 als O Lia San in Viktoria und ihr Husar.
Guggis 40. Bühnenjubiläum wurde am 26. Mai 2005 in der Wiener Volksoper im Anschluss an die Operette Der Opernball gefeiert, Direktor Berger hielt eine Rede auf der Bühne, wobei er bemerkte, dass er von der Jubilarin ersucht wurde, jegliche Jahreszahlen zu vermeiden, sodass nur erwähnt wurde, dass die zierliche Schauspielerin nach wie vor Konfektionsgröße 34 habe.
Ab März 2007 war sie in der Jury der dritten Staffel der österreichischen Dancing Stars und löste damit „Mr. Wunderbar“ Harald Serafin ab.
Löwinger, die aus erster Ehe einen Sohn hatte, war in zweiter Ehe mit dem Operettentenor Peter Minich († 2013) verheiratet.
In den letzten Jahren stand Guggi Löwinger u. a. als Mrs. Pearce in My Fair Lady, als Palmyra in Der Opernball, als Jacqueline in La Cage aux Folles und als Frau Schmidt in The Sound of Music auf der Bühne der Wiener Volksoper. In der Spielzeit 2008/09 war sie wieder in der Rolle der Heiratsvermittlerin Jente in Anatevka zu hören. Ihren letzten Auftritt hatte sie am 26. Jänner 2018 an der Wiener Volksoper als Frau Schmidt in The Sound of Music, im selben Monat trat sie dort auch als Mrs. Pearce und Mrs. Higgins in My Fair Lady auf.
Nach Auskunft des Hauses trat sie an der Wiener Volksoper in 2275 Vorstellungen von 37 Werken in 43 Rollen auf und wirkte in 18 Premieren mit.
In der Nacht vom 20. auf den 21. April 2018 starb sie in einem Wiener Spital im Alter von 79 Jahren und wurde auf dem Sieveringer Friedhof (Abteilung 2, Gruppe 12, Reihe 3, Nummer 3) in Wien in einem ehrenhalber gewidmeten Grab beerdigt. Ihr Gatte Peter Minich wurde aus der Grabstelle am Wiener Zentralfriedhof (Gruppe 40, Nummer 193) exhumiert und neben ihr beigesetzt.

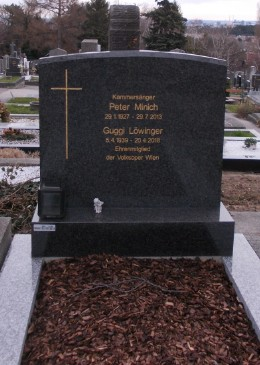
Grabstätte von Guggi Löwinger

## Trivia
- Sie wirkte nur ein einziges Mal bei der bekannten und beliebten Löwinger-Bühne mit.
- In Deutschland trat sie unter dem Namen Löwin, nicht Löwinger auf und auch nicht unter Guggi, sondern Margit.
- Die Künstlerin hatte nicht nur Konfektionsgröße 34, sondern ebenfalls eine sehr kleine Schuhgröße. In einem Interview erwähnte sie, dass sie sich deswegen in Japan wie im Paradies gefühlt habe.

## Filmografie
- 1951: Der keusche Adam
- 1957: Wie schön, daß es dich gibt
- 1958: Der Page vom Palast-Hotel
- 1962: Tanze mit mir in den Morgen
- 1962: Dicke Luft
- 1963: Unsere tollen Tanten in der Südsee
- 1964: Hilfe, meine Braut klaut
- 1967: Zur blauen Palette
- 1969: Walzertraum

## Diskografie
- Kálmán: Die Csárdásfürstin (EMI)
- Kálmán: Gräfin Mariza (EMI)
- Kálmán: Die Zirkusprinzessin (Sony BMG)
- Stolz: Frühjahrsparade (Sony BMG)

## Auszeichnungen
- 1961: Goldener Rathausmann der Stadt Wien – für die Rolle der Midili in Die Rose von Stambul
- 1981: Österreichisches Ehrenkreuz für Wissenschaft und Kunst
- 2007: Österreichisches Ehrenkreuz für Wissenschaft und Kunst I. Klasse